# Claremontia alternipes
Claremontia alternipes är en stekelart som först beskrevs av Johann Christoph Friedrich Klug 1816.  Claremontia alternipes ingår i släktet Claremontia, och familjen bladsteklar. Arten är reproducerande i Sverige.